# Iriberri (Atez)
Iriberri, también conocido como Villanueva de Atez, es una entidad de población española del municipio de Atez, perteneciente a la Comunidad Foral de Navarra. 

## Demografía
En 2023, la entidad singular de población de Iriberri, encuadrada dentro del concejo de Berasáin, tenía empadronados 2 habitantes.

## Historia
Fue el lugar caserío de Berasáin, coto redondo y señorío de realengo «cuyas pechas unificó por "fuero" (1193) el rey Sancho VI el Sabio junto con las del valle de Atez.» También el Gran Priorato de Navarra de la Orden de San Juan de Jerusalén tuvo heredades en el lugar.